# Falciot cuaespinós dels baobabs
El falciot cuaespinós dels baobabs (Telacanthura ussheri) és una espècie d'ocell de la família dels apòdids (Apodidae).
Habita selva i boscos del Senegal, Gàmbia, sud de Mali, Guinea Bissau, Burkina Faso, Libèria, Costa d'Ivori, Ghana, Togo, Benín, sud de Níger, Nigèria, sud-oest de Camerun, el Gabon, República del Congo, sud-oest de la República Centreafricana nord i nord-est de la República Democràtica del Congo, Uganda, Kenya i nord-est de Tanzània cap al sud localment fins l'oes d'Angola, centre de la República Democràtica del Congo, Zàmbia, sud de Malawi, nord i est de Zimbàbue, oest de Moçambic i nord-est de Sud-àfrica.
El seu estat de conservació és bo, i de fet està classificat com a "risc mínim".